# Klooster van de Missiezusters van Onze-Lieve-Vrouw van de Apostelen
Het Klooster van de Missiezusters van Onze-Lieve-Vrouw van de Apostelen is een klooster in de Sittardse wijk Broeksittard, gelegen aan Weidom 12.
Het klooster, gelegen in het oude deel van Broeksittard, werd gebouwd in 1936 en werd na 1964 nog enkele malen uitgebreid. Het betreft een eenvoudig bakstenen gebouw dat men binnentreedt door een rondbogige deur, die iets vooruitspringt. Op het dak bevindt zich een dakruiter.
Het huis dient als moederhuis, noviciaat en provincialaat van de congregatie der Missiezusters van Onze-Lieve-Vrouw van de Apostelen.